# 33e cérémonie des David di Donatello
La 33e cérémonie des David di Donatello s'est déroulée le 3 juin 1988 à la Villa Madame. 

## Palmarès
- Meilleur film :
  - Le Dernier Empereur
  - Intervista
  - Les Yeux noirs

- Meilleur réalisateur :
  - Bernardo Bertolucci pour Le Dernier Empereur
  - Federico Fellini pour Intervista
  - Nikita Mikhalkov pour Les Yeux noirs

- Meilleur réalisateur débutant :
  - Daniele Luchetti pour Domani, domani
  - Carlo Mazzacurati pour Nuit italienne
  - Stefano Reali pour Laggiù nella giungla

- Meilleur scénariste :
  - Leonardo Benvenuti, Piero De Bernardi et Carlo Verdone  pour Io e mia sorella ex æquo avec :
  - Bernardo Bertolucci et Mark Peploe pour Le Dernier Empereur
  - Nikita Mikhalkov, Alexandre Adabascian et Suso Cecchi D'Amico pour Les Yeux noirs

- Meilleur producteur :
  - Franco Giovalé, Joyce Herlihy et Jeremy Thomas pour Le Dernier Empereur
  - Silvia D'Amico Benedicò et Carlo Cucchi pour Les Yeux noirs
  - Angelo Barbagallo et Nanni Moretti pour Nuit italienne

- Meilleure actrice :
  - Elena Safonova pour Les Yeux noirs
  - Valeria Golino pour Les Lunettes d'or
  - Ornella Muti pour Io e mia sorella

- Meilleur acteur :
  - Marcello Mastroianni pour Les Yeux noirs
  - Philippe Noiret pour Les Lunettes d'or
  - Carlo Verdone pour Io e mia sorella

- Meilleure actrice dans un second rôle :
  - Elena Sofia Ricci pour Io e mia sorella
  - Marthe Keller pour Les Yeux noirs
  - Silvana Mangano pour Les Yeux noirs
  - Wo Jun Mei pour Le Dernier Empereur

- Meilleur acteur dans un second rôle :
  - Peter O'Toole  pour Le Dernier Empereur
  - Gabriele Ferzetti pour Julia et Julia
  - Galeazzo Benti pour Io e mia sorella

- Meilleur directeur de la photographie :
  - Vittorio Storaro pour Le Dernier Empereur
  - Tonino Delli Colli pour Intervista
  - Franco Di Giacomo pour Les Yeux noirs

- Meilleur musicien :
  - Ennio Morricone pour Les Lunettes d'or
  - Francis Lai pour Les Yeux noirs
  - Nicola Piovani pour Domani, domani

- Meilleur décorateur :
  - Bruno Cesari, Osvaldo Desideri et Ferdinando Scarfiotti pour Le Dernier Empereur
  - Danilo Donati pour Intervista
  - Mario Garbuglia pour Les Yeux noirs

- Meilleur créateur de costumes :
  - James Acheson et Ugo Pericoli pour Le Dernier Empereur
  - Nanà Cecchi pour Les Lunettes d'or
  - Carlo Diappi pour Les Yeux noirs

- Meilleur monteur :
  - Gabriella Cristiani pour Le Dernier Empereur
  - Nino Baragli pour Intervista
  - Enzo Meniconi pour Les Yeux noirs

- Meilleur son :
  - Raffaele De Luca pour Ultimo minuto
  - Franco Borni pour Domani, domani
  - Benito Alchimede pour Io e mia sorella

- Meilleur film étranger :
  - Au revoir les enfants
  - Gens de Dublin
  - Full Metal Jacket

- Meilleur réalisateur étranger :
  - Louis Malle pour Au revoir les enfants
  - John Huston pour Gens de Dublin
  - Stanley Kubrick pour Full Metal Jacket

- Meilleur scénariste étranger :
  - Louis Malle pour Au revoir les enfants
  - David Mamet pour Engrenages
  - John Patrick Shanley pour Éclair de lune

- Meilleur producteur étranger :
  - Stanley Kubrick pour Full Metal Jacket
  - Art Linson pour Les Incorruptibles
  - Steven Spielberg pour Empire du soleil

- Meilleure actrice étrangère :
  - Cher pour Éclair de lune
  - Glenn Close pour Liaison fatale
  - Barbra Streisand pour Cinglée

- Meilleur acteur étranger :
  - Michael Douglas pour Wall Street
  - Michael Douglas pour Liaison fatale
  - Jack Nicholson pour Les Sorcières d'Eastwick

- Premio Alitalia
  - Claudia Cardinale

- David Luchino Visconti
  - Stanley Kubrick

- David Special :
  - Giulio Andreotti